# Granica K-T

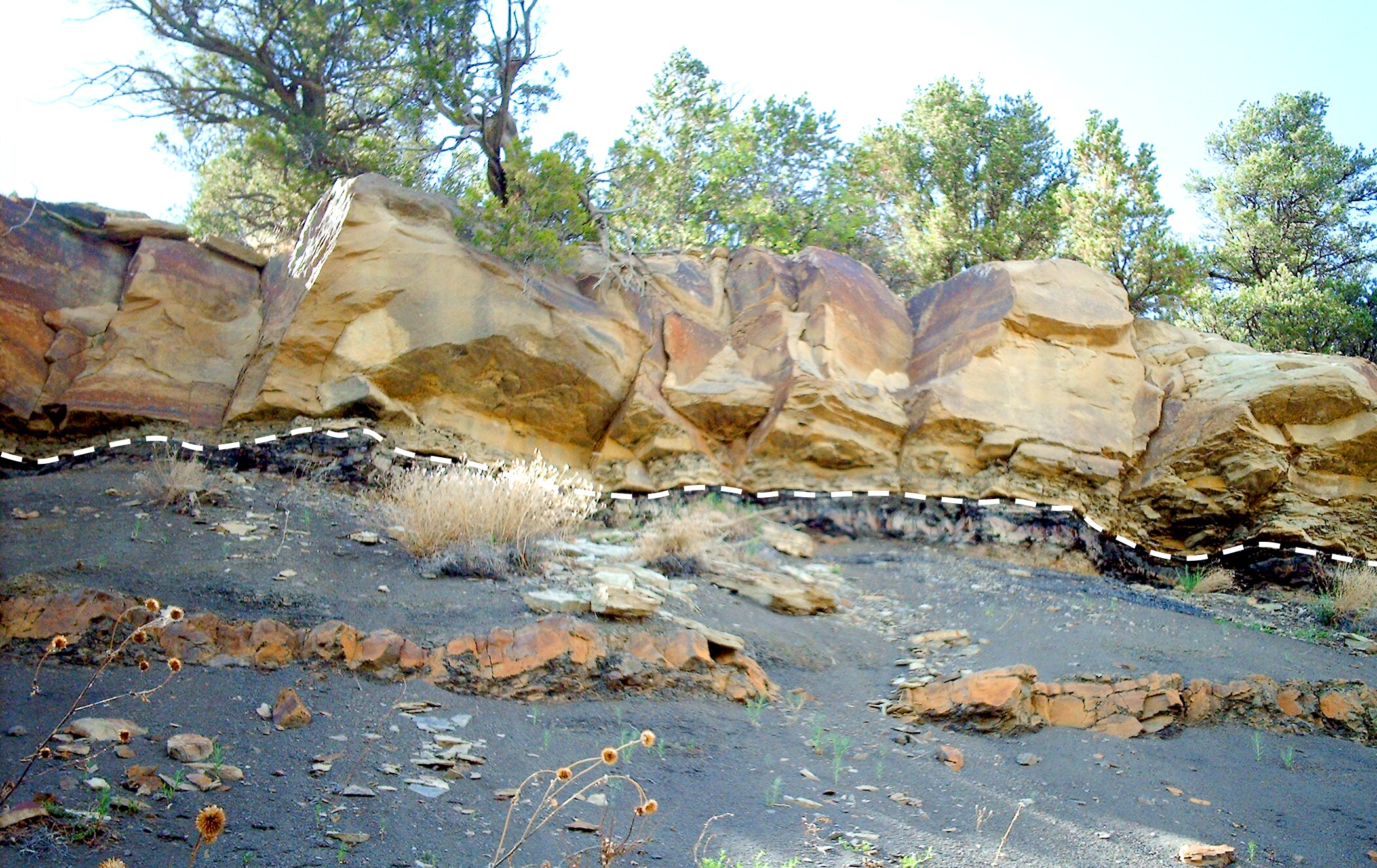
Wychodnia w Trinidad Lake State Park, stan Kolorado (Stany Zjednoczone); linia wskazuje granicę K-T

Granica K-T (granica kreda-trzeciorzęd, zwana potocznie "twardym dnem"; poprawniej: granica kreda-paleogen, K-Pg) – warstwa rozgraniczająca osady kredy od paleogenu, odznaczająca się skokowym spadkiem bioróżnorodności i anomalną zawartością irydu. Jest ona śladem wielkiego wymierania, które zakończyło erę mezozoiczną, ok. 66 milionów lat temu.
Powyżej warstwy K-T nie są znajdowane skamieniałości zwierząt dominujących w mezozoiku, w tym: nieptasich dinozaurów, pterozaurów, gadów morskich oprócz żółwi, oraz amonitów (z nielicznymi wyjątkami na początku paleocenu).

## Pochodzenie
Wzbogacenie tej warstwy w iryd, pierwiastek rzadko występujący na Ziemi, a często w obiektach kosmicznych, jest silnym argumentem przemawiającym za tym, że jedną z głównych przyczyn wymierania była katastrofa kosmiczna. Znane jest kilka kraterów meteorytowych, które powstały w tym czasie (z lepiej lub gorzej wyznaczoną dokładnością), z których krater Chicxulub na Jukatanie jest drugim co do wielkości potwierdzonym kraterem uderzeniowym na Ziemi. Uderzenie meteorytu wyzwoliło energię 180 bilionów ton trotylu i wzbiło w powietrze do 400 bilionów ton skał.